# 相良心
相良 心（さがら こころ、7月6日 - ）は、日本の女性歌手、作詞家。東京都中央区出身。レコードレーベルはポニーキャニオン。所属事務所は音倉を経て、現在はフリーランス。身長は155cm。血液型はO型。愛称は「556t（こころとん）」「とん」など。

## 人物
主に美少女ゲームやコンシューマーゲームの主題歌を歌っている他、東方Projectのアレンジ楽曲を中心としたセカイ系バンド「回路-kairo-」のボーカリストとしても活動している。

## ディスコグラフィ

### シングル
| 枚  | 発売日         | タイトル | 規格品番 |
| --- | -------------- | -------- | -------- |
| 1st | 2014年10月29日 | 呼吸     | 配信限定 |

### アルバム
| 枚  | 発売日         | タイトル    | 規格品番  |
| --- | -------------- | ----------- | --------- |
| 1st | 2016年06月15日 | MELTING POT | PCCA-4395 |

### コンピレーションシングル・アルバム / オリジナルサウンドトラック
アリスボーカルコレクション
『Sword of colors』　
闘神都市Ⅲ イメージソング

作詞:水川月依/作曲:Shade

### タイアップ
| 楽曲              | タイアップ                                                                  | 時期   |
| ----------------- | --------------------------------------------------------------------------- | ------ |
| 星空のいま        | PCゲーム『星空へ架かる橋AA』エンディングテーマ                              | 2012年 |
| keep on Dreaming! | PCゲーム『超電激ストライカー』挿入歌                                        | 2012年 |
| こたえ            | PCゲーム『超電激ストライカー』エンディングテーマ                            | 2012年 |
| Over the Rainbow  | PCゲーム『サナララR』メインテーマ                                           | 2012年 |
| カレイドスコープ  | PCゲーム『プリズム◇リコレクション!』エンディングテーマ                      | 2013年 |
| 花降る丘          | PCゲーム『グリーングリーン OVERDRIVE EDITION』若葉ルートエンディングテーマ  | 2013年 |
| 天極の嚆矢        | PCゲーム『天極姫 ～新世大乱・双界の覇者達～』オープニングテーマ             | 2014年 |
| 絆の旗紋          | PCゲーム『戦御村正 -剣の凱歌-』オープニングテーマ                           | 2016年 |
| 虹色の世界        | PCゲーム『枯れない世界と終わる花』エンディングテーマ                        | 2016年 |
| EDEN              | PCゲーム『ChronoBox -クロノボックス-』エンディングテーマ                    | 2017年 |
| 君へと続く道      | PCゲーム『ことのはアムリラート』オープニングテーマ                          | 2017年 |
| カーニバル        | PCゲーム『みなとカーニバルFD』オープニングテーマ                            | 2017年 |
| Never Too Late    | PCゲーム『未来ラジオと人工鳩』エンディングテーマ                            | 2018年 |
| カルス            | PCゲーム『白恋サクラ＊グラム』エンディングテーマ                            | 2019年 |
| 時の蜃気楼        | PCゲーム『いつかのメモラージョ ～ことのはアムリラート～』オープニングテーマ | 2019年 |
| 紅翼の血統        | PCゲーム『大戦御村正 -魔人覚醒-』オープニングテーマ                         | 2019年 |
| Nothing           | PCゲーム『サルテ』オープニングテーマ                                        | 2020年 |

### 自主制作作品
| 発売日        | タイトル                     | 規格品番  |
| ------------- | ---------------------------- | --------- |
| 2025年4月27日 | Singer of the Living dead!!! | STVP-0001 |

## ライブ・イベント

### 回路 - kairo -
2010年
ちょっかな  in 横浜BayHall
秋葉原回遊型フェスイベント ヲタJAM
2011年
Flowerling Night 2011 in STUDIO COAST
ちょっかな  In 新宿BLAZE
2012年
Flowerling Night 2012 in Zepp diver city tokyo
DJF in 新宿BLAZE
回路-kairo- 東名阪ツアー[Art of (E)motion] ワンマンライブvol.1
2013年
×豚乙女 マジカルギャンブラーツアー （千葉/福岡/名古屋/神戸/京都）
回路-kairo- ワンマンライブ vol.2
Flowerling Night 2013 in 川崎CLUB CITTA’

### 相良心
2014年
PCM Live! in 新宿BLAZE 
暴れ祭 in ディファ有明 
音の倉V in 渋谷duo
2016年
相良心 1stワンマンライブ 鍋パ！ in 下北沢MOSAiC
2019年
相良心 birthday ONE-MAN LIVE 2019 "リバース" in ASAKUSA Gold Sounds
2025年
相良心 3rdワンマンライブ "Singer of the Living dead!!!" in ASAKUSA Gold Sounds